# Yilo Krobo

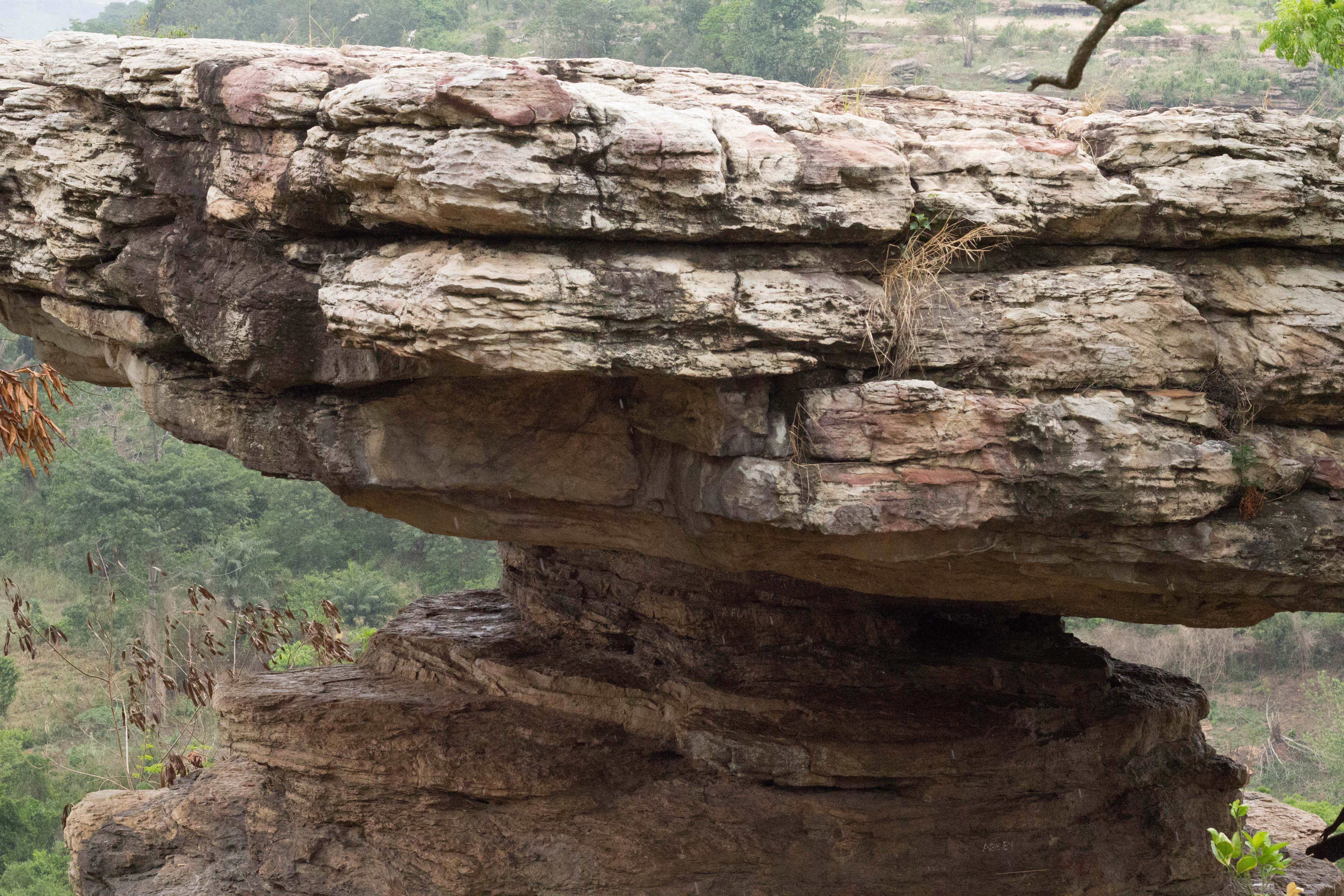
Le rocher de l'ombrelle dans le Yilo Krobo. Juin 2019.

Le district de Yilo Krobo est l’un des 17 districts de la Région Orientale (Ghana).